# Гаутам Адани
Гаутам Шантилал Адани (на гуджарати: ગૌતમ શાંતિલાલ અદાણી, [ɡəʊt̪əm ʃãn̪t̪ilal əd̪aɳiː]) е индийски бизнесмен.
Роден е на 24 юни 1962 година в Ахмедабад в гуджаратско джайнистко семейство на дребен търговец. Шестнадесетгодишен напуска училище и започва работа, през 1981 година оглавява притежавана от брат му фабрика за пластмасови изделия. През 1988 година основава „Адани Груп“, която първоначално се занимава с търговия на едро с промишлени и селскостопански стоки, а през следващите години се превръща в мултинационален конгломерат с разнородни дейности – от енергетика до опериране на обществени пристанища и летища. Смятан е за близък с управляващата след 2014 година партия „Бхаратия Джаната“. Към март 2025 година собствеността му се оценява на 56 милиарда щатски долара.